# Catlin (Illinois)
Catlin es una villa ubicada en el condado de Vermilion en el estado estadounidense de Illinois. En el Censo de 2010 tenía una población de 2040 habitantes y una densidad poblacional de 938,79 personas por km².

## Geografía
Catlin se encuentra ubicada en las coordenadas 40°4′5″N 87°42′30″O / 40.06806, -87.70833. Según la Oficina del Censo de los Estados Unidos, Catlin tiene una superficie total de 2.17 km², de la cual 2.17 km² corresponden a tierra firme y (0.36%) 0.01 km² es agua.

## Demografía
Según el censo de 2010, había 2040 personas residiendo en Catlin. La densidad de población era de 938,79 hab./km². De los 2040 habitantes, Catlin estaba compuesto por el 98.97% blancos, el 0.15% eran afroamericanos, el 0% eran amerindios, el 0.05% eran asiáticos, el 0.05% eran isleños del Pacífico, el 0% eran de otras razas y el 0.78% pertenecían a dos o más razas. Del total de la población el 0.83% eran hispanos o latinos de cualquier raza.